# مجمع‌التواریخ السلطانیه
مَجْمَع‌التواریخ با عنوان کامل مجمع‌التواریخ السلطانیه، یک کتاب با موضوع تاریخی به‌قلم حافظ ابرو، تاریخ‌نگار برجستهٔ روزگار شاهرخ تیموری است، که گزیده‌ای از تاریخ بشریت را از زمان آدم ابوالبشر، تا سال ۸۳۰ ه‍.ق به زبان فارسی شرح می‌دهد. نگاشتن این اثر را حافظ ابرو در سال ۸۲۶ ه‍.ق به‌سفارش بایسنغر میرزا، پسر شاهرخ آغاز کرد و آن را در چهار جلد، به‌سرانجام رساند. مجمع‌التواریخ، برجسته‌ترین و واپسین اثر تاریخ‌پژوهانهٔ حافظ ابرو محسوب می‌شود.
مجمع‌التواریخ، همان‌طور که از نامش پیداست، مجموعه‌ای حاصل از گردآوردن شماری از نوشته‌های تاریخی پیشین است، که نویسنده، آن را با افزودن مطالبی از روزگار خودش تکمیل کرده است. او به برخی از منابع مورد استفادهٔ خودش، از جمله تاریخ طبری، شاهنامه، الکامل فی التاریخ، طبقات ناصری، جامع‌التواریخ و تاریخ گزیده اشاره و یاد نیز داشته است. واسیلی بارتلد، خاورشناس اهل روسیه، مقصود از نگارش مجمع‌التواریخ را در درجهٔ اول، جلوگیری از فراموشی مطالب مورخان پیشین دانسته، ولی با استناد به نسخه‌های معدود و پراکندهٔ این اثر، می‌افزاید که خود مجمع‌التواریخ به‌دنبال بی‌توجهی نسل‌های بعدی در معرض نابودی قرارگرفته است. درهرحال، این کتاب، جزو منابع مرجع نیمهٔ دوم سدهٔ نهم و نیمهٔ نخست سدهٔ دهم ه‍.ق به‌شمار می‌رفت و مطالبش مورد استفاده و استناد مورخانی چون عبدالرزاق سمرقندی، میرخواند و غیاث‌الدین خواندمیر بوده است.
مجمع‌التواریخ را می‌توان یک تقلید تیموری از جامع‌التواریخ ایلخانی به‌شمار آورد؛ هرچند از لحاظ گستردگی مطالب، این اثر، حدوداً چهار برابر حجیم‌تر و بزرگ‌تر از سلف ایلخانی خود است.

## جلدها
نویسندهٔ مجمع‌التواریخ، خود صراحتاً بیان داشته که کتابش در چهار ربع (جلد) به‌ترتیب زیر بخش‌بندی‌شده است:
- ربع اول: مشتمل است بر تاریخ پیامبران پیش از اسلام و همچنین تاریخ شهریاران ایران باستان از کیومرث پیشدادی تا یزدگرد سوم ساسانی. این ربع، شامل تاریخ پادشاهان رومی و عرب در پیش از اسلام نیز می‌شود. ۱۲ نسخهٔ خطی از این ربع به‌دست آمده است.
- ربع دوم: تاریخ پیامبر اسلام، خلفای راشدین، خلفای بنی‌امیه و در انتها خلفای بنی‌عباس. ۵ نسخهٔ خطی از آن شناخته‌شده است.
- ربع سوم: حکومت‌های پس از اسلام ایران از صفاریان تا ایلخانان؛ همچنین تاریخ اقوام ترک و مغول پیش از قدرت‌گیری چنگیز خان و تاریخ خلفای فاطمی، چین، هند و فرنگ. از این ربع تنها ۳ نسخهٔ خطی تا به امروز شناخته‌شده است.
- ربع چهارم: تاریخ ایران از زمان مرگ ابوسعید بهادرخان و به‌دنبال آن فروپاشی حکومت ایلخانان، تا وقایع سال ۸۳۰ ه‍.ق و معاصر با روزگار شاهرخ. این ربع که اختصاصاً «زُبْدَةالتواریخ بایسنغری» از سوی حافظ ابرو نام گرفته، منبعی مهم و ارزنده، برای پژوهش در تاریخ اوایل دورهٔ تیموری به‌حساب می‌آید. از این ربع نیز با وجود اهمیت بسیارش تا کنون تنها ۴ نسخهٔ خطی شناخته‌شده است.

## نثر کتاب
ذبیح‌الله صفا، در جلد چهارم از کتاب تاریخ ادبیات در ایران و در یک ارزیابی کلی، راجب نثر حافظ ابرو در آثارش چنین نوشته است:
نثر حافظ ابرو در همهٔ این آثار بسیار روان و عاری از تکلف است و نویسنده به‌قول خود از «دُرَرِ الفاظ و دقایق معانی نصیبی کامل و حظی شامل ندارد و از استعارات غریب و تشبیهات عجیب که وجوه محاسن کلام است بی‌بهره مانده» و به‌هرحال او خلاف مورخانی که پیش از وی در قرن هفتم و هشتم سرگرم کار بودند در تألیف کتاب‌هایش نثر منشیانهٔ متکلف ندارد و ساده‌نویسی است که توجه عمدهٔ خود را معطوف کرده است به بیان مطالب و سعی در درستی آن‌ها…

## تصحیح‌ها
به‌علت گستردگی کتاب و همچنین از جهت آن‌که بخش عمدهٔ این اثر، به‌جز جلد چهارم، عملاً تکرار مطالب منابع پیشینِ دردسترس است، تا کنون تنها چند تصحیح گزینشی، برروی این اثر به‌انجام رسیده است. بخش مربوط، به تاریخ فاطمیان و اسماعیلیان الموت، از سومین جلد این اثر را محمد مدرسی زنجانی، سال ۱۳۶۴، به‌عنوان نخستین بخش تصحیح‌شدهٔ آن به‌چاپ رساند. سید کمال حاج سیدجوادی در سال ۱۳۷۲، نیمهٔ دوم از جلد چهارم این کتاب را که از مرگ تیمور گورکانی، تا سال ۸۳۰ ه‍.ق را دربرمی‌گیرد در دو جلد به‌تصحیح و چاپ رسانید، و در سال ۱۳۸۰ نیمهٔ نخست را هم تصحیح کرده و تمام جلد چهارم را تحت عنوان «زبدةالتواریخ» در چهار جلد به انتشار رساند. نیمهٔ دوم، از تصحیح سیدجوادی را محسن فاتحی، در سال ۱۴۰۰، با اصطلاحاتی و افزودن شرح کامل مجدد به‌چاپ رساند. جلد اول مجمع‌التواریخ را محمد روشن به‌همراه تاریخ اسلام جامع‌التواریخ، سال ۱۳۹۲ در سه جلد، و با نام «جامع‌التواریخ (تاریخ ایران و اسلام)» به‌نشر رساند. با وجود این‌که هدف تصحیح یادشده بخشی از جامع‌التواریخ بود، ولی به‌سبب درآمیختگی مطالب مجمع‌التواریخ با جامع‌التواریخ در نسخهٔ اساس، سهواً جلد اول مجمع‌التواریخ نیز به‌تصحیح و چاپ رسید.